# ますこっとたわー
『ますこっとたわー』は、1991年4月13日から1992年3月28日までTBSの日曜未明のオムニバスバラエティ番組枠『平成名物TV』および『星期六我家的電視』の日曜早朝枠で放送されていたバラエティ番組。放送時間は毎週日曜 03:00 - 04:59（日本時間）。

## 概要
2時間にわたって放送されていたバラエティ番組で、ルー大柴とちはるが司会を務めていた。当初はゲームやクイズが中心で、女性レギュラーの「たわわギャル」を前面に押し出していたが、後にカラーの異なる1時間区切りのパート二部による構成へと変化した。
本番組の終了後も、ルーとちはるはNHK教育テレビでスタートした『ファイト!』でもコンビで司会を務めていた。

## 出演者

### 司会
- ルー大柴
- ちはる

### レギュラー
- きたろう（シティボーイズ）
- 翔（横浜銀蝿）
- 金谷ヒデユキ - 1991年4月から同年6月まで出演。
- ウド鈴木（キャイ〜ン） - 1991年7月から1992年3月まで出演。「たわわお笑い商事」のコーナーにピン芸人として参加し、合格してレギュラーを勝ち取った。しかし、内容は「セリフを忘れたので終わります」というオチが多かった。
- 松尾貴史

### たわわギャル
番組のマスコットガール兼アシスタントという位置づけであった。モデルプロダクションやタレントプロダクションに所属する、いわゆる「B級」「C級」と呼ばれる女性たちを中心とするメンバー構成で、中にはデビュー間もない者も含まれていた。露出の多い者は比較的長く出演していたが、露出の少ない者は比較的短命で、数週で降板する者もいた（最短ではわずか1週で降板）。
なお、番組中期には企画の変化に伴い、たわわギャルが3つのグループ（番組中期までに加入したメンバーをもずく組、なまこ組に分け、細分化時以降加入のメンバーはほや組）へ細分化され、この組単位でクイズやゲームを競うようになっていった（チーム分けは中期のみ）。
- 高谷順子
- 高瀬ひとみ
- 山中由香
- 多田ルリ子
- 桐林美枝
- 高橋ゆき子
- 角谷友紀
- 水出千夏
- 大塚久恵
- 山本善美
- 佐藤早苗
- 生名浩子
- 佐藤奈都子
- 山村彩乃

- 青山レナ
- 愛沢里美
- 伴貴子
- 品川めぐみ
- 藪下貴子 -後の B.C.G.メンバー。
- 佐藤恵子 - 後のT-BACKSメンバー。
- 遠峯ありさ - 後の華原朋美とは別人。
- 佐藤弘美
- 田中佐代子
- 斉藤貴子
- 山田純世
- 川上まこ
- ほか多数

## コーナー
※「前半」、「後半」の意味は、放送時期の事ではなく、放送時間内での前半と後半の意味。
週替わり企画（前半）
たわわギャルを前面に押し出した企画コーナー。中期には後述のチーム分けに伴い、チーム対抗の週替わり企画となっていた。
たわわ芸能研究所（前半）
チーム分けの期間に放送された企画。芸能界に絡めたお題でクイズやミニゲームに挑戦する。
たわわアクターズスタジオ（前半）
番組中期・末期のメインコーナー。「世界のエンタテインメントをたわわギャルに経験させて演技の幅を広げる…」をコンセプトに、タップダンスやパントマイムなど毎週様々なパフォーマーをスタジオに招き、実演の後、ギャルにも体験させ、一番うまいと思われる者に商品を贈る。
なお、このコーナーの企画意図とされていた「世界のエンタテインメントをたわわギャルに経験させて演技の幅を広げる…」を具現化させる番組イベントとして、（この時点で在籍していた）たわわギャル全員参加による「世界エンタテインメント大会」がTBSホールで行われ、番組最終回では全編を使い、この模様を放送した。
私の人生どこがダメ?（前半）
アクターズスタジオと同時期の企画。たわわギャルから1名を選び、その者の経歴をバラエティ仕立ての再現VTRで紹介し、そのギャルがなぜ「たわわギャル止まり」なのかを別のギャルが批評する。さらにそのギャルの1人はスタッフからあらかじめ内容を教えられ、厳しいことを言うように仕込まれており、それが誰かを当てるというクイズ的要素も盛り込まれていた。
たわわ新人オーディション
チーム分け終了後のサブコーナー。以前から残っていたギャルとは別で新たに加入したギャルを前面に出したコーナー。「オーディション」と銘打ってはいたが、既に出演していた全員にたわわギャル番号はつけられており、既存メンバーで固定していたメインコーナーに出演できない新加入メンバーが活躍できる場であった。
ルーキーショー（前半）
いわゆるインフォメーションコーナーで、主にVシネマを紹介していた。このコーナーの司会はルーときたろうと翔が務めていた。なお、このコーナーは後に内容を変え、『ルーキーショー・愛はかげろう』と題して単独番組化した。
怪奇千夜一夜物語（前半）
円谷映像制作の15分間の怪奇ドラマコーナー。1991年4月27日 - 9月14日に放送。全21話。たわわギャルが主演を務めた回もあった。
たわわクウォーターシネマ（前半）
その名の通り、15分間のショートオムニバスドラマを放送していたコーナー。1991年9月からスタート。
朝立ち!アイドル一番（後半）
ゲスト出演者のアイドル歌手による歌中心のコーナー。毎回4組ほど出演していた。
たわわお笑い商事（後半）
若手お笑い芸人たちがネタ見せをしていたコーナー。タイトルは、ネタがつまらないと閉まる障子と商事をかけたものである。
たわわリニュアルショー（後半）
視聴者が投稿した替え歌を披露していたコーナー。番組開始から1991年6月まで実施。
アイドル心理テスト（後半）
ゲスト出演者のアイドルとともにさまざまな心理テストを行っていたコーナー。上記の「たわわリニュアルショー」に替わって1991年7月から実施。

## ネット局
- 東京放送（TBS、現・TBSテレビ）
- 北海道放送（HBC）
- 静岡放送（SBS）
- 中部日本放送（CBC、現・CBCテレビ） - 1992年3月21日放送分をもって打ち切り。
- RKB毎日放送（RKB）

## スタッフ
- 企画：オフィスヒット事務局
- ナレーター：大森章督、片石千春
- 構成：成田はじめ、はたせいじゅん、海老かつや（現海老克哉）、桃井伸介
- 技術：秋本浩志（TBS）
- プロデューサー：深尾隆一（TBS）
- 演出：今野義範（ウッドオフィス）
- 制作協力：ウッドオフィス
- 製作著作：TBS